# Lichtpunktgewehr
Ein Lichtpunktgewehr (LPG) / eine Lichtpunktpistole (LPP) ist eine Zieleinrichtung mit der äußeren Form eines (Sport-)Gewehres bzw. einer Pistole, die anstatt mit echter Munition mit einem Lichtstrahl ein Ziel anvisiert und trifft.
Erfunden wurden Lichtpunktgewehre (und danach auch Lichtpunktpistolen), um Sportschützen einerseits eine moderne Kontrollmöglichkeit der Schießleistung durch eine Anschlussmöglichkeit an einen Computer zu geben und andererseits die am Sportschießen interessierte Jugend einen Einstieg zu geben, da die untere gesetzliche Altersgrenze für den Schießsport mit Waffen (außer Bogenschießen) bei 12 Jahren liegt. Da ein Lichtpunktgerät keine Schusswaffe ist und auch keine Waffe, kann es von allen Altersstufen benutzt werden. 

## Technische Ausrüstung
Lichtpunktgeräte gibt es in verschiedenen Ausführungen.

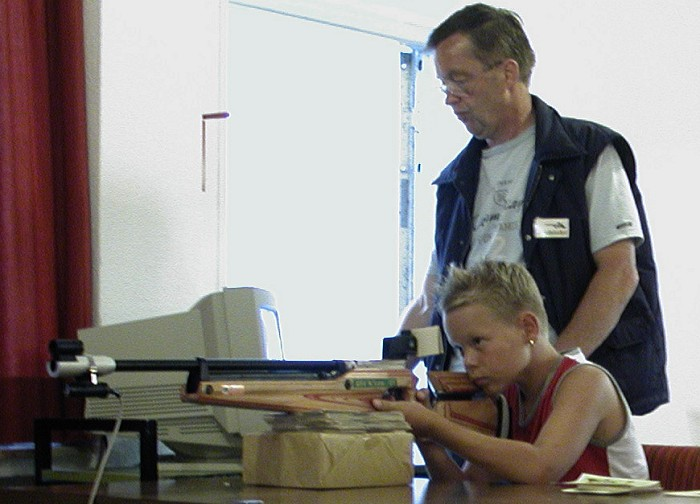
Laser-Lichtpunktadapter an einem Luftgewehr

In der einfachen Variante wird ein lichtausstrahlender Adapter, der in der Regel einen Lichtstrahl der Laserklasse 1 aussendet, an eine beliebige Sportwaffe (Gewehr/Pistole) befestigt.
An der Zielfläche in 10 bis 25 Meter Entfernung befindet sich ein Sensor, der die Lage des eintreffenden Lichtstrahls auf 1/10 Millimeter genau feststellt und an einen Computer zur Anzeige weiterleitet. Hier können dann Ziel- oder Lagefehler des Schützen sofort am Bildschirm erkannt und entsprechend korrigiert werden. Bevorzugt verwendet werden hier Sportgewehre/-pistolen, die über 
einen so genannten Trainingsabzug verfügen. Bei Auslösen des gespannten Abzuges ertönt nur ein Knacken, die Waffe selbst wird nicht ausgelöst und ist auch nicht mit Munition geladen. Diese Art von Trainingseinrichtung dürfen auch Teilnehmer unter 12 Jahren benutzen.

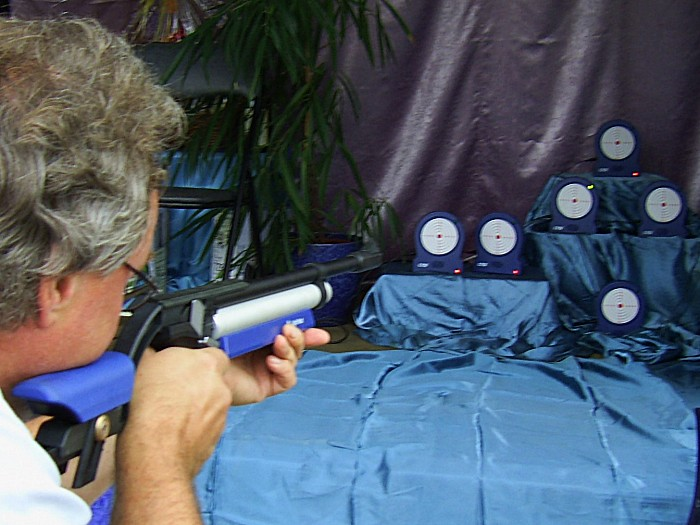
Schießen mit dem Lichtpunktgewehr

In der zweiten Variante ist die lichtausstrahlende Einheit, in der Regel ebenfalls mit einem ungefährlichen Lichtstrahl der Laserklasse 1, komplett fest in die äußere Form eines Gewehres/einer Pistole eingebaut. Das Ziel wird schon beim Visieren mit einem roten Punkt angezeigt. 
Die Zielgeräte geben bei einem Treffer ein Licht- und Tonsignal von sich. Die übliche Zielentfernung für diese Geräte liegt zwischen fünf und zehn Meter. Ausgestattet mit den für übliche Wettkampfwaffen verwendeten Visierungen kann völlig ungefährlich das Sportschießen trainiert werden.

## Einsatzmöglichkeiten
Die Lichtpunktgeräte werden überwiegend für das sportliche Training im Schießsport eingesetzt und sind auch für Jugendliche speziell konstruiert worden. So liegt das Gewicht der Geräte meist bei zwei Kilogramm (Luftgewehre im Sportbereich wiegen bis 4,5 Kilogramm). Der Deutsche Schützenbund stellte im November 2003 erste Lichtpunktgeräte vor und fördert seitdem den Einsatz im Bereich der Jugendgewinnung. Der Einsatz im Jugendtraining wird teilweise von den Schießsportverbänden für die angeschlossenen Schützenvereine unterstützt. Es werden auch schon Wettkämpfe bei Kreis-, Bezirks- und Landesmeisterschaften mit Lichtpunktgeräten durchgeführt.
In Bayern sind in einigen Gemeinden erste Laser-Biathlonwettkämpfe mit speziell angepassten Lichtpunktgeräten als zusätzliche touristische Attraktion für Laien durchgeführt worden.
Auch hier wurde auf Ziele angelegt, die bei einem Treffer ein Lichtsignal ausgaben.
Es gibt kommerzielle Lichtpunktgeräte, die auf einem Jahrmarkt an schießbudenähnlichen Ständen benutzt werden. Bei Betätigung des Abzuges dieser Geräte löst ein Sensor an einer beweglichen Figur eine Aktion aus. Nach Ablauf einer festgelegten Schusszahl muss für die weitere Benutzung des Gewehres erneut bezahlt werden.